# Wilhelm Lambert von Kerckerinck zu Stapel
Wilhelm Lambert von Kerckerinck zu Stapel (* 9. März 1645; † 9. Juni 1676) war Hofkavalier in Baden-Baden und Hessen sowie Kanoniker in Aschaffenburg.

## Leben
Wilhelm Lambert von Kerckerinck zu Stapel wuchs zusammen mit seinen Brüdern Johann (1627–1700, Kanoniker in St. Mauritz in Münster), Matthias (1628–1684, Amtsdroste in Bruchsal), Heinrich Hermann (1632–1684, Kanoniker und Dekan im Dom zu Fritzlar) und Bertold Theodor (1640–1709, Kammerjunker) als Sohn des Bernhard zu Giesking (* 1596) und seiner Gemahlin Richmod von Buck zu Sentmaring (* 1626) in der westfälischen Patrizierfamilie von Kerckerinck auf.
Wilhelm Lambert studierte an der Universität Köln und wurde Hofkavalier in Baden und Hessen. Vom Staatsdienst in den Kirchendienst gewechselt, wurde er Kanoniker in Aschaffenburg. Bei Kriegshandlungen kam er als Rittmeister im Jahre 1676 zu Tode.